# Euxoa atomaris
Euxoa atomaris là một loài bướm đêm thuộc họ Noctuidae. Nó được tìm thấy ở North Dakota, miền nam Alberta và British Columbia, phía nam đến miền trung New Mexico, Arizona và miền nam California.
Sải cánh dài 30–34 mm. Con trưởng thành bay vào tháng 7 đến tháng 9.

## Phụ loài
- Euxoa atomaris atomaris
- Euxoa atomaris detesta
- Euxoa atomaris esta